# Абрамов Віктор Семенович
Віктор Семенович Абрамов (нар. 18 серпня 1956, Мін-Куш, Киргизька РСР) — депутат Державної думи V скликання від «Єдиної Росії». У 2004—2007 та 2011—2016 рр. — член Ради Федерації від виконавчого органу державної влади Тверської області, у 2016—2021 рр. — член Ради Федерації від законодавчого органу державної влади Московської області.

## Біографія
1978 року закінчив Московський авіаційний інститут імені Серго Орджонікідзе. Працював за фінансовими та комерційними спеціальностями різних фірм Обнінська, Ухти, Москви.
- 1996 року очолив агентство «Емерком» (рос. Эмерком) при МНС Росії.
- 2000—2002 — заступник голови Центрального виконавчого комітету (ЦВК) партії «Єдність» (рос. Единство).
- 2002—2003 — заступник голови ЦВК «Єдність та Батьківщина» (рос. Единство и Отечество) з фінансових питань, уповноважений з фінансових питань, що пов'язані з участю у виборах депутатів Держдуми.
- 2004—2012 — заступник керівника ЦВК партії «Єдина Росія» (рос. Единая Россия) з фінансових питань.
- 2004—2007 — представник від адміністрації Тверської області у Раді Федерації ФЗ РФ.
- 2007—2011 — депутат Державної Думи Федеральних зборів РФ п'ятого скликання. Був першим заступником голови Комітету з фінансового ринку.
- 2011—2016 — член Ради Федерації від законодавчого органу державної влади Тверської області, член Комітету із соціальної політики.
- 2016—2021 — член Ради Федерації від законодавчого органу державної влади Московської області.

## Нагороди
- Орден Пошани (20 березня 2017 року) — за великий внесок у розвиток російського парламентаризму та активну законотворчу діяльність[1]
- Орден Дружби[2]